# Karol Semik (1913–1964)
Karol Semik (ur. 26 września 1913 w Hermanicach, zm. 7 maja 1964 w Cieszynie) – polski działacz spółdzielczy i związkowy na Śląsku Cieszyńskim (Zasłużony Działacz Ruchu Spółdzielczego), członek Robotniczego Stowarzyszenia Kulturalno-Oświatowego „Siła”, żołnierz Polskich Sił Zbrojnych na Zachodzie we Włoszech i Wielkiej Brytanii.

## Życiorys
Syn Ferdynanda Semika i Marii z domu Matuszek. Uczęszczał do Katolickiej Szkoły Podstawowej w Ustroniu (obecnie PSP nr 1). Po ukończeniu nauki zawodu kupieckiego w 1932 rozpoczął pracę w Ogólnym Stowarzyszeniu Spółdzielni Spożywców w charakterze ekspedienta. W 1936, na 15-lecie działalności gospodarczej, wybudowano i oddano do użytku sklep w Goleszowie a nad nim mieszkanie dla pracownika (tym pracownikiem był właśnie Karol Semik).
Działał w Robotniczym Stowarzyszeniu Kulturalno-Oświatowym „Siła”. Grał w piłkę nożną, występował jako jeden z grupy najlepszych graczy i przez szereg lat bronił na meczach barw ustrońskiej „Siły”.
W czasie okupacji przez pewien czas pracował w sklepie „Auffanggesellschaftu” w Goleszowie.
Został przymusowo wcielony do Wehrmachtu. Pierwszy raz w niemieckiej armii zameldował się 24 lutego 1942, a ostatni raz – 31 maja 1943. Jego żetonem rozpoznawczym był: 1710- 2./l.A.E.A. 28 (tzn.  Batterie leichte Artillerie-Ersatz-Abteilung 28) – 2 bateria 28 Zapasowego Batalionu Artylerii Lekkiej. 7 kwietnia 1942 stacjonował we francuskim St. Avold koło Metz i przeszedł do 370 Dywizji Piechoty, gdzie pełnił funkcję Nachschubführera. Od 10 kwietnia 1942 przynależał do 3 szwadronu 370 kolumny transportowej (3. Schwadron Fahrkolonne 370). Stacjonował w Reims (kwiecień/ maj 1942), w czerwcu 1942 został odtransportowany na Wschód, przebywał nad rzeką Mius (lipiec 1942), w Rostowie nad Donem (sierpień 1942) i na Kaukazie (od września 1942).
27 listopada 1942 zachorował, 12 grudnia 1942 trafił do lazaretu wojennego Kriegslazarett 1/607 w Stalino. 22 grudnia 1942 trafił z punktu zbornego chorych Krankensammelstelle we Lwowie do lazaretu rezerwowego Reservelazarett w Bad Schandau koło Drezna. Przebywał tam do 9 lutego 1943, skąd jako zdolnego do funkcjonowania garnizonowego przydzielono go do szwadronu zdrowiejących 8 Zapasowego Batalionu Transportowego w Wadowicach. 21 kwietnia 1943 został przeniesiony ze szwadronu marszowego 8 Zapasowego Batalionu Transportowego w Bielsku do 8 Rezerwowego Batalionu Artylerii Lekkiej w Chorzowie. 30 maja 1943 odszedł do poczty polowej nr 30634 A przy sztabie 8 Rezerwowego Batalionu Artylerii. Od 31 maja 1943 należał do 2 baterii 8 Rezerwowego Batalionu Artylerii, utworzonej 1 października 1942 w Metzu z 8 Zapasowego Batalionu Artylerii. Po jakimś czasie został przeniesiony do Auch, a następnie w rejon Nicei.
Wiosną 1945 w Bolonii jako ochotnik dołączył do Polskich Sił Zbrojnych na Zachodzie, a po ukończeniu szkolenia 15 lipca 1945 r. został zaprzysiężony do 5 kresowego batalionu łączności mjr. Mariana Zimmera w strukturze 5 Kresowej Dywizji Piechoty gen. Nikodema Sulika. Przez 14 miesięcy w strukturze brytyjskich wojsk okupacyjnych we Włoszech stacjonował głównie na wybrzeżu Morza Adriatyckiego, kolejno w miejscowościach: Bolonia – Rotella, Grottammare, Bolonia, Predappio Nuova, Colonnella i Forli.
We wrześniu 1946 został ewakuowany przez Rzym i Neapol i z tamtejszego portu statkiem pasażerskim RMS Andes - do Southampton. Został ulokowany w obozie przejściowym „Mere Camp” w okolicach Mere (Wiltshire) i Warminster.
Wrócił do kraju, tak jak inni przedwojenni pracownicy spółdzielni: Karol Łukosz, Korneliusz Madzia i Karol Kisza. Wrócił też do pracy w spółdzielni, najpierw w charakterze zaopatrzeniowca, a następnie magazyniera. Działał w Związku Zawodowym Pracowników Spółdzielczych, a przez jedną kadencję był przewodniczącym Rady Zakładowej. Poza tym, był głównym organizatorem wycieczek spółdzielców z regionu na mecze piłkarskie.
W 1956 przeprowadził się do mieszkania służbowego (do tzw. „Pustelnikówki”) przy ul. 22 Lipca (ob. ul. Daszyńskiego) w Ustroniu. Po zlikwidowaniu w spółdzielniach działów transportowych i utworzeniu Spółdzielni Usług Transportowych, został w 1961 przeniesiony służbowo na kierownika filii w Ustroniu. Pracował w Domu Spółdzielczym przy ul. Partyzantów 1, oddanym uroczyście do użytku jeszcze przed wojną (28 czerwca 1931).
Otrzymał odznakę Zasłużonego Działacza Ruchu Spółdzielczego. Przyjaźnił się m.in. z Robertem Grünkrautem i Franciszkiem Zawadą.

## Śmierć
Zmarł 7 maja 1964 w wieku 51 lat w Szpitalu Śląskim w Cieszynie. Został pochowany na cmentarzu w Ustroniu, obok mogiły wielkiego społecznika tego miasta, pastora kościoła ewangelicko-augsburskiego Karola Kotschego.